# Dicrolene pallidus
Dicrolene pallidus är en fiskart som beskrevs av Hureau och Nielsen, 1981. Dicrolene pallidus ingår i släktet Dicrolene och familjen Ophidiidae. Inga underarter finns listade i Catalogue of Life.